# Злоторія (Куявсько-Поморське воєводство)
Злоторія (пол. Złotoria) — село в Польщі, у гміні Любич Торунського повіту Куявсько-Поморського воєводства.
Населення — 2012 осіб (2011).
У 1975-1998 роках село належало до Торунського воєводства.

## Демографія
Демографічна структура станом на 31 березня 2011 року:
|          | Загалом | Допрацездатний вік | Працездатний вік | Постпрацездатний вік |
| -------- | ------- | ------------------ | ---------------- | -------------------- |
| Чоловіки | 965     | 212                | 681              | 72                   |
| Жінки    | 1047    | 236                | 647              | 164                  |
| Разом    | 2012    | 448                | 1328             | 236                  |